# Avenue Rapp
L’avenue Rapp est une avenue du 7e arrondissement de Paris.

## Situation et accès
Grossièrement orientée nord-sud, longue de 440 mètres, elle commence place de la Résistance et finit place du Général-Gouraud. 
Elle est principalement desservie par la ligne C du RER, à la gare du Pont de l'Alma.

## Origine du nom

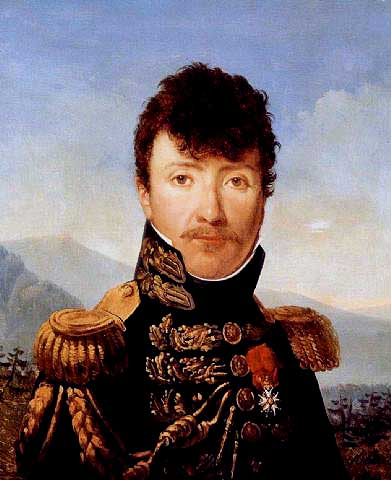
Jean Rapp par Henri-François Riesener.

Cette avenue a été nommée ainsi en l’honneur du général d’Empire français Jean Rapp (1773-1821), qui s’est distingué lors de la campagne d'Égypte, de la bataille d'Austerlitz et est resté célèbre pour avoir à plusieurs reprises sauvé la vie de Napoléon Ier.

## Historique

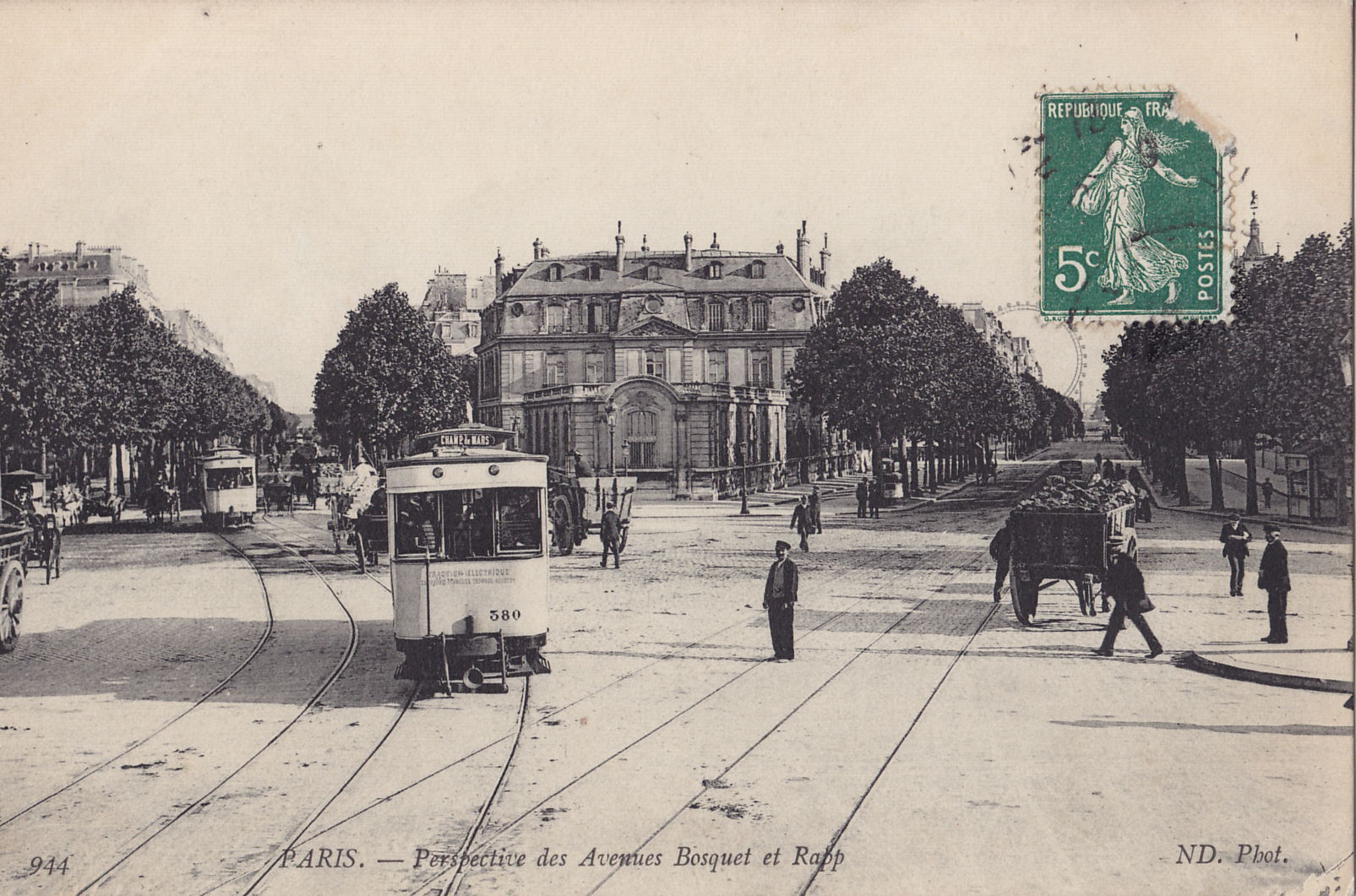
Perspective des avenues Bosquet et Rapp vers 1909, alors desservies par les tramways de la Compagnie générale des omnibus.

Inaugurée en 1858, elle s'appela dans un premier temps avenue du Champ-de-Mars avant de prendre son nom actuel en 1864.
De 1894 à 1899, on y trouvait l'hippodrome du Champ-de-Mars, où se donnaient des spectacles. Il avait succédé à l'hippodrome au pont de l'Alma qui avait été contraint de fermer en 1892. L'hippodrome du Champ-de-Mars laissa la place aux travaux préparatoires à l'Exposition universelle de 1900. L'hippodrome de Montmartre, qui  ouvrit le 13 mai 1900, lui succéda.

## Bâtiments remarquables et lieux de mémoire

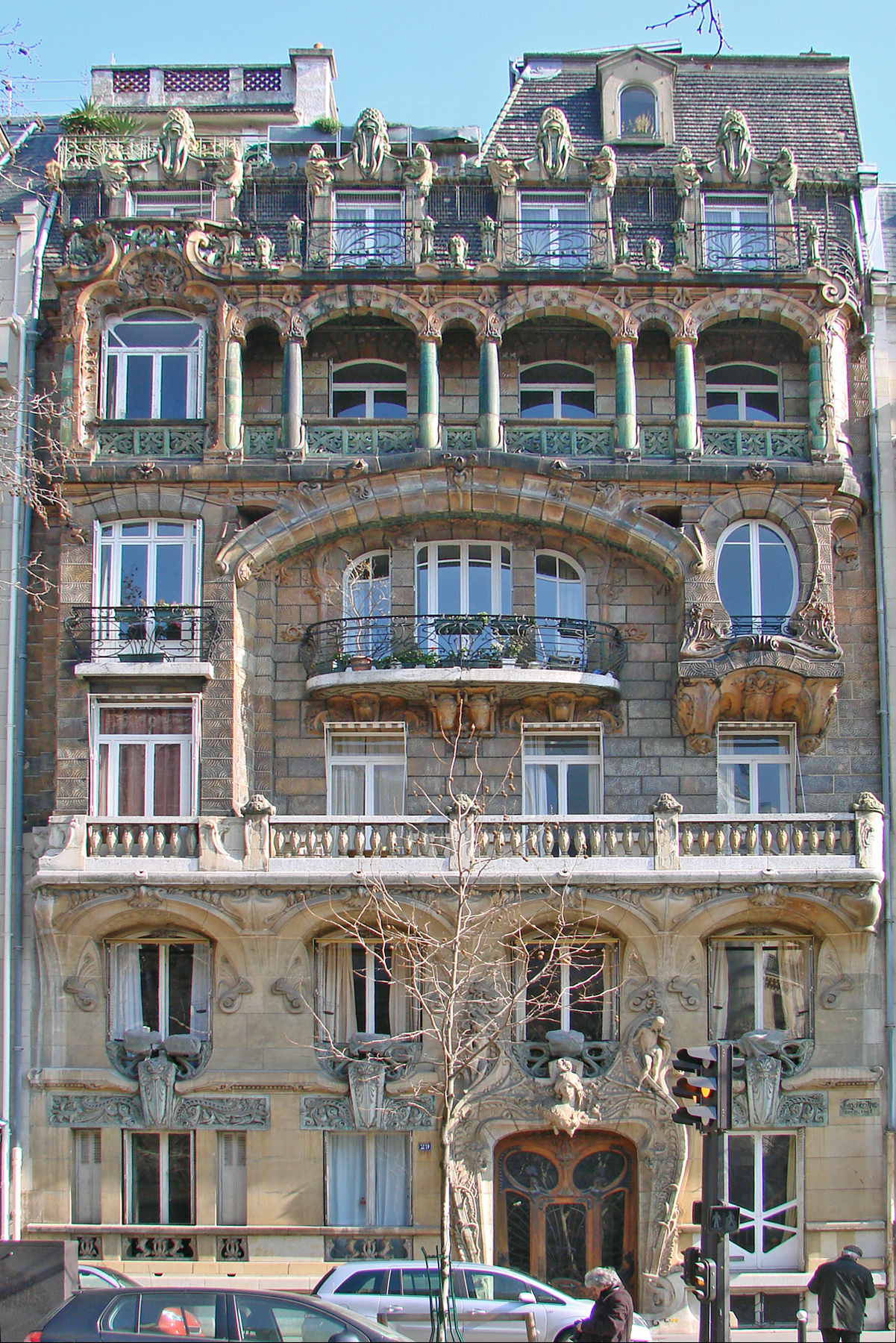
Immeuble Lavirotte, au no 29.

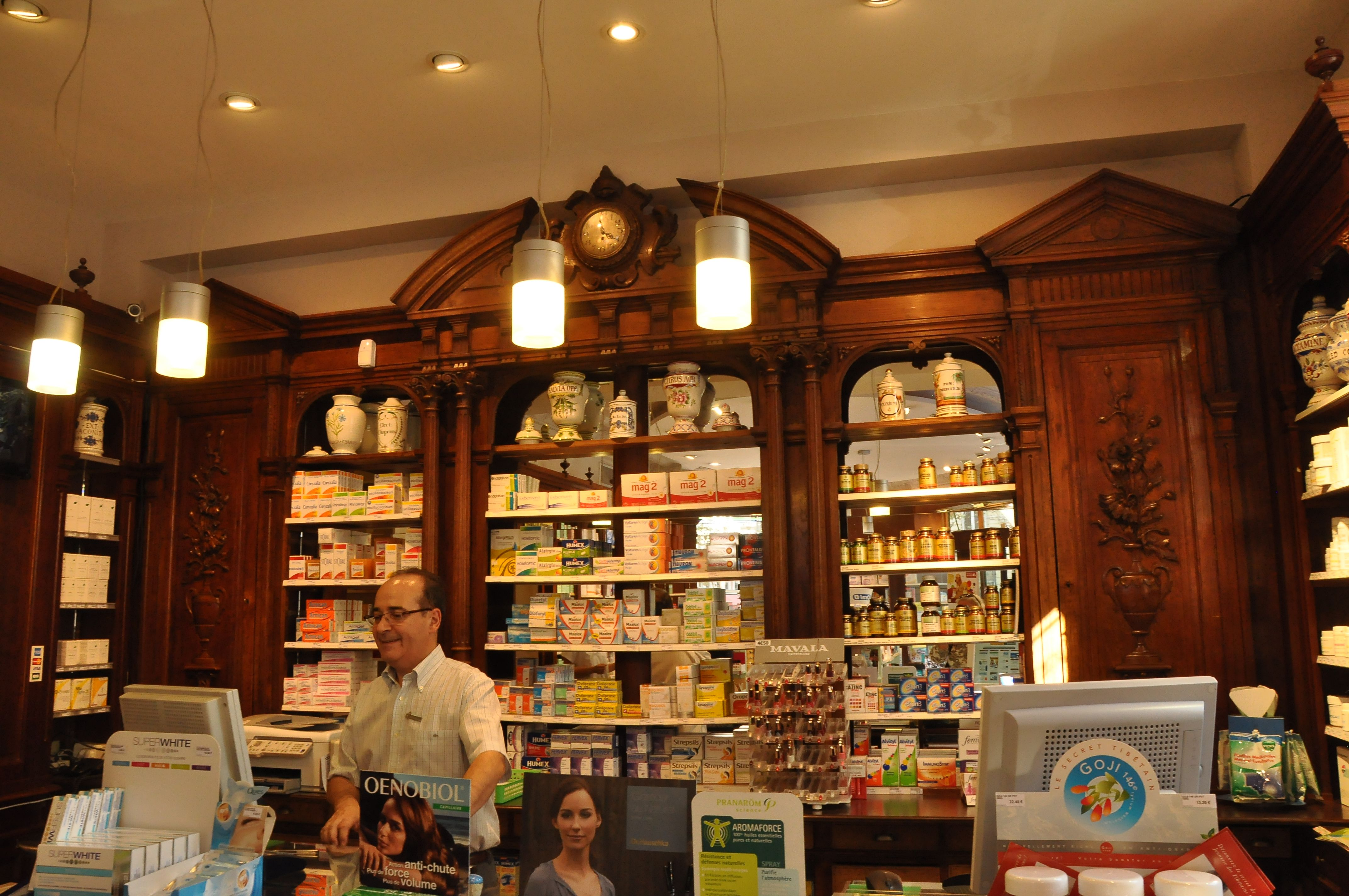
Pharmacie située au no 23.

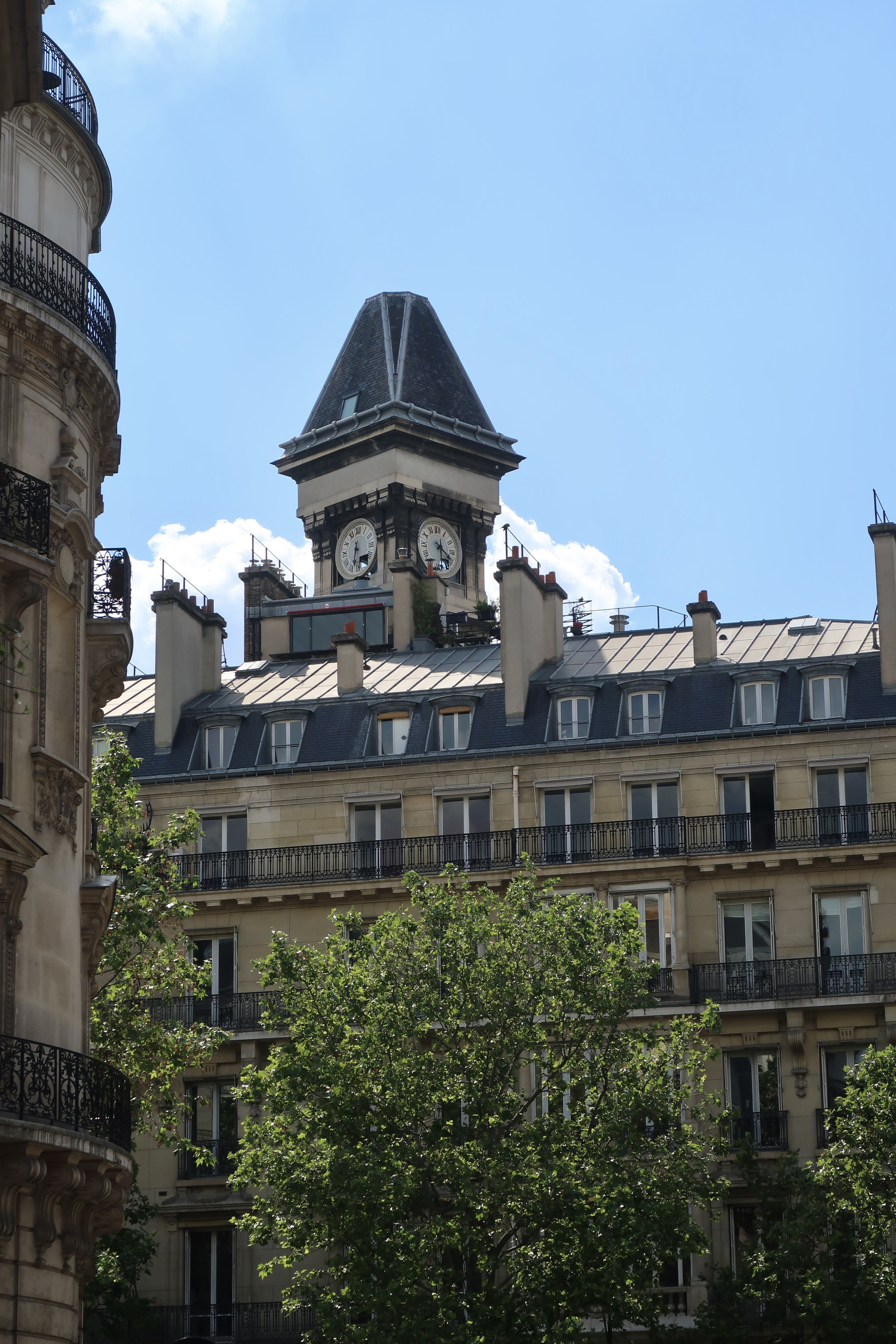
No 20.

- No 1 : ancien hôtel particulier du marquis Adrien des Monstiers-Mérinville, construit sous le Second Empire, abritant aujourd'hui l'ambassade de Bulgarie.
- No 13-17 : immeuble construit en 1970 par l'architecte Albert Peress[3],[4].
- No 20 : une tour-horloge émerge derrière le toit de la façade haussmannienne. À cette adresse, les Grands Magasins du Louvre avaient fait construire en 1860 leur siège administratif et des entrepôts. Un beffroi avec une horloge éclairée la nuit avait également été érigé pour être visible de loin. Après le départ de l'entreprise, des logements sont aménagés sur le site ; le sommet de la tour est reconverti en réservoir d'eau puis, dans les années 1980, en appartement[5],[6].
- No 23 : au rez-de-chaussée de cet immeuble se trouve une pharmacie ouverte en 1905. La devanture et le décor intérieur sont inscrits aux monuments historiques[7],[8] en 1985. Le décor intérieur est intact avec des boiseries sculptées de vases de fleurs de pavot.
- No 29 : immeuble Lavirotte. L’architecte Jules Lavirotte construit entre 1900 et 1901 cet immeuble pour lequel il est lauréat du Concours de façades de la ville de Paris en 1901. Il utilise des matériaux divers — pierre, stuc, grès et céramique — associés à des motifs végétaux, animaux, personnages et symboles sexuels[9], [10]. Le bâtiment est un témoignage de l’architecture Art nouveau parisienne[11].
- No 33 : immeuble édifié par l'architecte Albert Sélonier en 1898[12] ; aujourd'hui : ambassade du Luxembourg.

## Dans la culture

### Au cinéma
- Dans le film Mort d'un pourri (1977) de Georges Lautner, Christiane Dubaye, le personnage interprété par Stéphane Audran, habite au 15, avenue Rapp.
- Dans la première scène du film Les Petits mouchoirs (2010) de Guillaume Canet, Ludo, le personnage interprété par Jean Dujardin, quitte la discothèque Le Baron et traverse la place et le pont de l'Alma en scooter, empruntant ensuite l'avenue Rapp, où il a un accident de circulation au croisement avec la rue de l'Université.
- Dans le film L'Origine du monde (2020) de Laurent Lafitte, on peut voir les deux personnages principaux, interprétés par Laurent Lafitte et Karine Viard, sortir à deux reprises de l’immeuble du no 29.

### À la télévision
- Dans la série télévisée Seconde Chance (2008–2009), l'agence Broman & Barow est située au 20 avenue Rapp.